# Kultura prefiguratywna
Kultura prefiguratywna, tzw. kultura zagadkowych dzieci – według antropolożki Margaret Mead to typ kultury, w którym młodsze pokolenia przekazują wiedzę techniczną starszym pokoleniom, zmienia się kierunek przekazu wartości, dorośli nie nadążają za zmianami, świat jest zrozumiały tylko dla dzieci.
Tego typu kultury są dominujące i charakterystyczne dla społeczeństw nowoczesnych, gdzie ze względu na szybką ewolucję kulturową i technologiczną starsze pokolenia muszą przystosowywać się do wzorców wypracowywanych przez pokolenia młodsze, mniej konserwatywne względem istniejących już w społeczeństwie norm i wartości.